# 皮亚内泽
皮亚内泽（義大利語：Pianezze），是意大利威尼托大区维琴察省的一个市镇。总面积4平方公里，人口2062人，人口密度515.5人/平方公里（2009年）。国家统计（ISTAT）代码为024077。